# Zonas e Macrozonas Econômicas da Rússia
As Zonas e Macrozonas Econômicas da Rússia (em russo:  экономи́ческие зо́ны/ма́крозо́ны ), agrupam Regiões Econômicas da Rússia em territórios que compartilham tendências econômicas comuns. Regiões Econômicas ou suas partes podem pertencer a mais de uma Zona Econômica.

## Listagem e composição das Zonas e Macrozonas Econômicas
1. Zona Econômica de Baikal-Amur Magistral (экономическая зона Байкало-Амурской магистрали, ekonomicheskaya zona Baykalo-Amurskoy magistrali)
  1. Oblast de Amur (parcialmente)
    1. Distrito de Mazanovsky
    2. Distrito de Selemdzhinsky
    3. Cidade de Tynda
    4. Distrito de Tyndinsky
    5. Cidade de Zeya
    6. Distrito de Zeysky

  2. República da Buriácia (parcialmente)
    1. Distrito de Bauntovsky Evenkiysky
    2. Distrito de Severo-Baykalsky
    3. Cidade de Severobaykalsk

  3. Krai de Zabaykalsky (parcialmente)
    1. Distrito de Kalarsky

  4. Oblast de Irkutsk (parcialmente)
    1. Cidade de Bodaybo
    2. Distrito de Bodaybinsky
    3. Distrito de Kazachinsko-Lensky
    4. Distrito de Kirensky
    5. Distrito de Mamsko-Chuysky
    6. Cidade de Ust-Kut
    7. Distrito de Zhigalovsky

  5. Krai de Khabarovsk (parcialmente)
    1. Cidade de Amursk
    2. Cidade de Komsomolsk-on-Amur
    3. Distrito de Komsomolsky
    4. Distrito de Solnechny District
    5. Distrito de Sovetsko-Gavansky
    6. Distrito de Vaninsky
    7. Distrito de Verkhnebureinsky

  6. República de Iacútia (parcialmente)
    1. Aldansky Ulus
    2. Assentamento de Berkakit
    3. Assentamento de Chulman
    4. Assentamento de Khani
    5. Assentamento de Nagorny
    6. Cidade de Neryungri
    7. Olyokminsky Ulus
    8. Assentamento de Serebryany Bor
    9. Assentamento de Zolotinka
2. Zona Econômica Centro-Norte (Центрально-Северная экономическая зона, Tsentralno-Severnaya ekonomicheskaya zona)
  1. Região Econômica do Centro
  2. Região Econômica de Kaliningrado
  3. Região Econômica do Norte
  4. Região Econômica do Noroeste
  5. Região Econômica Volgo-Viatski
3. Zona Econômica do Leste da Rússia (Восточно-Российская экономическая зона, Vostochno-Rossiyskaya ekonomicheskaya zona)
  1. Região Econômica dos Urais
  2. Região Econômica do Leste Siberiano
  3. Região Econômica do Oeste Siberiano
  4. Região Econômica do Extremo Oriente
4. Zona Econômica da Rússia Européia (экономическая зона Европейской России, ekonomicheskaya zona Yevropeyskoy Rossii)
  1. Região Econômica do Centro
  2. Região Econômica Central da Terra Negra
  3. Região Econômica de Kaliningrado
  4. Região Econômica do Norte do Cáucaso
  5. Região Econômica do Norte
  6. Região Econômica do Noroeste
  7. Região Econômica do Volga
  8. Região Econômica Volgo-Viatski
5. Zona Econômica Não-Chernozemica (Нечернозёмная экономическая зона, Nechernozyomnaya ekonomicheskaya zona)
  1. Região Econômica do Centro
  2. Região Econômica de Kaliningrado
  3. Região Econômica do Norte
  4. Região Econômica do Noroeste
  5. Região Econômica Volgo-Viatski
  6. República da Udmúrtia
  7. Krai de Perm
  8. Oblast de Sverdlovsk
6. Zona Econômica da Sibéria (Сибирская экономическая зона, Sibirskaya ekonomicheskaya zona)
  1. Região Econômica do Leste Siberiano
  2. Região Econômica do Oeste Siberiano
7. Zona Econômica do Sul da Rússia (Южно-Российская экономическая зона, Yuzhno-Rossiyskaya ekonomicheskaya zona)
  1. Região Econômica Central da Terra Negra
  2. Região Econômica do Norte do Cáucaso
8. Zona Econômica do Volga-Urais (Волго-Уральская экономическая зона, Volgo-Uralskaya ekonomicheskaya zona)
  1. Região Econômica do Volga
  2. Região Econômica dos Urais
9. Macrozona Econômica da Rússia Européia e dos Urais (экономическая макрозона Европейской России и Урала, ekonomicheskaya makrozona Yevropeyskoy Rossii i Urala)
  1. Região Econômica do Centro
  2. Região Econômica Central da Terra Negra
  3. Região Econômica de Kaliningrado
  4. Região Econômica do Norte do Cáucaso
  5. Região Econômica do Norte
  6. Região Econômica do Noroeste
  7. Região Econômica dos Urais
  8. Região Econômica do Volga
  9. Região Econômica Volgo-Viatski
10. Macrozona Econômica Transuraliana (экономическая макрозона Зауральской России, ekonomicheskaya makrozona Zauralskoy Rossii)
  1. Região Econômica do Leste Siberiano
  2. Região Econômica do Oeste Siberiano
  3. Região Econômica do Extremo Oriente